# Ма Линь (военачальник)
Ма Линь (кит. трад. 馬麟, упр. 马麟, пиньинь Mǎ Lín, 1873 — 26 января 1945) — китайский милитарист, глава правительства провинции Цинхай (1931—1938), брат Ма Ци.
Родился в 1873 году в Линься провинции Ганьсу, по национальности — хуэйцзу. После смерти Ма Ци унаследовал его посты. Командовал войсками в юго-восточной части провинции Ганьсу. Был представителем милитаристской клики Ма (т. н. «Северо-западные Ма»).